# The History of the Hobbit
The History of the Hobbit is een tweedelige studie van J.R.R. Tolkiens De Hobbit en gepubliceerd door HarperCollins in juli 2007 (Groot-Brittannië) en door Houghton Mifflin in september 2007 (Verenigde Staten). Op 26 oktober 2007 verscheen De Hobbit samen met The History of the Hobbit in boxformaat.
Dit tweedelige werk bevat Tolkiens ongepubliceerde versies van het boek, samen met commentaar van John D. Rateliff. Het werpt ook een licht op Tolkiens herzieningen in De Hobbit, dat tevens een stilgelegde derde, ongepubliceerde versie bevat en bedoeld was om in 1960 te worden uitgegeven. Ook de eerste, ongepubliceerde en originele kaarten en illustraties van Tolkien zelf werden opgenomen in het boek.

## Twee delen
Het eerste deel werd getiteld als volgt: The History of the Hobbit: Volume I: Mr. Baggins. Dit deel bevat de eerste stukken van Tolkiens versies van De Hobbit, samen met commentaar van John. D. Rateliff. Het werd gepubliceerd in Groot-Brittannië op 4 mei 2007.
Het tweede deel werd The History of the Hobbit: Volume II: Return to Bag-End getiteld en bevat de laatste stukken van Tolkiens originele manuscript, samen met commentaar van John D. Rateliff, maar ook met latere versies van het verhaal en appendices. Het werd in Groot-Brittannië gepubliceerd in juli 2007.